# 石河清
石河 清（いしかわ きよし、1928年4月17日 -2016年6月22日）は、日本の合唱指揮者・合唱指導者・合唱曲の作曲家。合唱王国福島を築く。福島県合唱連盟名誉理事長。福島県いわき市生まれ。

## 経歴
- 1928年 - 福島県石城郡湯本町（現・いわき市）生まれ
- 1945年 - 福島県立磐城中学（現 磐城高等学校）を卒業し、いわき市の小中学校教師となる。
- 1947年 - 若松紀志子の門をたたき戦後門下生第1号となる・湯本2中体育教師・音楽会とレコードコンサート・エリコーナ。
- 1954年 - 石河在学中の国立音楽大学で若松紀志子指揮法セミナーを受ける。
- 1955年 - 国立音楽大学教育音楽家卒
- 1958年 - 磐城高等学校合唱県トップレベルへ若松紀志子 約15年郡山女子短期大学へ共に通い教壇に立つ。
- 1959年 - いわき市移動しアザミ会支援開始する。11月に、平FG合唱団創立[1]。
- 1960年 - 平おかあさんコーラスを創設、NHKラジオ放送に出演。
- 1978年 - 県合唱連盟理事長（1978年から10年）
- 1988年 - 合唱音楽生活40年を記念して阿武隈の雲「石河清合唱曲撰集」を発行。
- 1992年 - 地域文化功労賞(文部大臣)受賞
- 1994年 - 県文化功労賞
- 1996年 - いわき市教育文化功労賞(いわき市長)受賞
- 1998年 - 合唱音楽生活50年を記念して「70歳のコンサート」を開催。
- 1999年 - 合唱1000曲歌う会達成・6つの合唱団指導
- 2003年 - 阿武隈の雲 II「石河清合唱曲撰集」を発行。
- 2013年 - 85歳のコンサート
- 2016年 - 88歳のファイナル・コンサート
- 2016年 - 6月22日午後４時28分死去

## 教育・音楽活動歴
- 福島高校に勤務後いわき磐城女子高校（現福島県立磐城桜が丘高等学校）・平商（福島県立平商業高等学校）・平工（福島県立平工業高等学校）・磐城高校（現 磐城高等学校）と勤務し国立音楽大学専攻科に再入学するために高校を退職し、作曲、指揮法を学ぶ、若松紀志子、伊藤うた、岡本敏明、高田三郎、田中信昭に師事 郡山女子短期大学音楽科教授からいわき短期大学幼児教育科教授、学科長を経て退職、現在非常勤講師
- 全国合唱コンクールの課題曲に三度入選（波・河童昇天・いのち）
- 校歌作曲90曲、いわき市内学校校歌集 I・II 1987 より 校歌例いわき市立泉中学校校歌「花立の丘」作詞：高橋新二 作曲：石河清 全国的にも珍しい[要出典]男女2部合唱の校歌である。全3番
- 合唱作品も500曲以上、編曲も多数に及ぶ 石河清合唱曲撰集 阿武隈の雲 I・IIより
- 現在：日本合唱連盟名誉会員、福島県合唱連盟名誉理事長1988年、いわき市女性合唱連盟名誉会長、日本合唱指揮者協会員、日本音楽著作権協会会員
- "石の会"指揮指導中合唱団
  - 女性合唱団"ラ・ヴィアン・クール"
  - 新生"ラ・ヴィアン・ローズ"
  - やさしく歌おう”コスモスの会”
  - 女性合唱団"いわき"
  - 合唱団"石の会"

## 主な作品・CD
- 男声合唱：波”河童昇天”いのち”戒告”老牛”他
- CD：早稲田大学グリークラブ合唱名曲コレクション22 枯木と太陽の歌 - 石河清「河童昇天」売元は東芝EMI
- 混声合唱：合唱組曲 阿武隈の雲”山村暮鳥の詩による五つの混声合唱曲 日曜日1979.6”石川地方の子守歌”富士山第壱
- 女性合唱：合唱組曲ポピーおやすみなさい””チベットの死者の霊”金子みすずの詩より六つの女性合唱、水の源三の詩による六つの女性合唱、
- その他 校歌、応援歌、社歌、新民謡、歌曲、童謡、輪唱、ピアノ曲、歌謡曲、編曲多数
- 「厨子王哀歌」小林金次郎作詞・石 河清作曲 『安寿の里 いわき金山町周辺』